# Tricorythodes cobbi
Tricorythodes cobbi is een haft uit de familie Leptohyphidae. De wetenschappelijke naam van de soort is voor het eerst geldig gepubliceerd in 1995 door Alba-Tercedor & Flannagan.
De soort komt voor in het Nearctisch gebied.